# MIMOSA
MIMOSA (Micromeasurements of Satellite Acceleration) es un satélite artificial de la República Checa lanzado el 30 de junio de 2003 mediante un cohete Rokot desde el cosmódromo de Plesetsk, en Rusia.
La misión de MIMOSA era la de estudiar la densidad de las capas altas de la atmósfera utilizando un microacelerómetro, pero problemas técnicos a bordo del satélite han impedido su funcionamiento completo.
Tiene forma aproximadamente esférica